# Danja
Флойд Ната́ниэль Хиллс (англ. Floyd Nathaniel Hills), более известный под псевдонимом Danja (род. 22 февраля 1982, Верджиния-Бич, Виргиния, США) — американский музыкальный продюсер и композитор, является протеже продюсера Тимбалэнда.

## Биография
Флойд Натаниэль Хиллс родился 22 февраля 1982 года в Верджиния-Бич, штат Виргиния, и научился играть на барабанах и пианино уже в раннем возрасте. В 2001 году ему выпала возможность немного сыграть для Тимбалэнда. Двумя годами позже Тимбалэнд пригласил Danja в Майами на работу в студию.

## Карьера
Он продюсировал большое количество песен совместно с Тимбалэндом, что стало толчком для восстановления былой славы продюсера. В 2006 году они выпустили такие хиты, как «Promiscuous» и «Say It Right» для Нелли Фуртадо, «SexyBack», «What Goes Around.../...Comes Around» и «My Love» для Джастина Тимберлейка, а также «Give It to Me» и «The Way I Are» из второго сольного альбома Тимбалэнда Shock Value. В 2007 году он написал хит «Gimme More» для Бритни Спирс и ещё несколько песен из альбома Blackout.
Его работы за последние годы включают в себя песни Мадонны «4 Minutes», Мэрайи Кэри «Migrate» с альбома E=MC², Кери Хилсон «Knock You Down» с альбома In a Perfect World..., P!nk «Sober» с альбома Funhouse и многие другие.
Приблизительно в середине 2009-года Нейт зарегистрировал свой собственный музыкальный лейбл New Age Rock Stars (N.A.R.S). После этого музыкант решает уйти от сопродюсирования для Тимбалэнда в сольную продюсерскую деятельность. В одном из интервью, взятом у Нейтана в 2013 году, музыкант опроверг предположение о ссоре с Тимбо, объяснив долгую (почти 4 года) паузу в общении «разницей в будущих целях».
В своем твиттере Данжа опубликовал фото и видео его совместной работы с Тимбо, а также Полоу да Доном.